# عشب الربيع البوتانيني
عشب الربيع البوتانيني (الاسم العلمي:Anthoxanthum potaninii) هو نوع نباتي يتبع جنس عشب الربيع من فصيلة النجيلية.